# Bezvěrov
Bezvěrov (německy Bernklau) je vesnice a spolu s deseti dalšími částmi též obec v okrese Plzeň-sever v Plzeňském kraji. V celé obci žije 661 obyvatel.

## Geografie
Bezvěrov se nachází v sedle mezi kopci Bofort (715 metrů) a Zámecký vrch (Pernglauberg; 711 metrů) v Tepelské vrchovině. V Bezvěrově pramení Manětínský a Úterský potok. Obcí prochází silnice 20/E49 mezi Úněšovem a Toužimí.
Sousední vesnice jsou Horní Luhov, Luhov, Komárov a Hrádek na severu, Buč, Služetín a Vlkošov na severozápadě, Krašov a Kamenná Hora na západě, Chudeč a Čestětín na jihovýchodě, Dolní Jamné na jihu, Nová Víska a Žernovník na jihozápadě, Ostřetín, Nový Dvůr a Branišov na západě, Nežichov a Třebouň na severozápadě.

## Historie
První písemná zmínka o Bezvěrovu pochází z roku 1379. V zakládací listině kláštera Kladruby z roku 1239 zmiňovaná obec Besmirov popř. Bezverovo nelze přesně přiřadit, protože v úvahu přicházejí všechny tři obce, které dnes jméno Bezvěrov nesou.
Od roku 1396 je doložena existence pevnosti na Zámeckém vrchu, která byla pravděpodobně založena bratry Linhartem a Tůmou z Kamenné Hory. Mezi roky 1502 a 1555 byla pevnost sídlem rodu Bärenklau z Schönreuthu, který ji roku 1548 přestavěl. Následně proběhlo mnoho změn vlastníků a vesnice patřila mezi jinými Kelnerovi z Bezvěrova, Theinerovi z Thein nebo Zedtwitzovi z Liebensteinu. Od roku 1617 vlastnil statky Nikolaus Ratschin z Ratschina. Po bitvě na Bílé hoře mu byl roku 1623 majetek zkonfiskován a panství Bezvěrov s vesnicemi Krašov, Těšetín, Kamenná Hora, Vojtěšín, Račín a Tysová byly prodány Vilémovi z Vřesovic. Ten postoupil vlastnictví roku 1626 Juliu Jindřichovi Sasko-Lauenburskému na Toužimi, který Bezvěrov připojili k panství Brložec. Roku 1837 zdědil statky Bezvěrov Alfred Beaufort-Spontini.
Po zrušení patrimoniální správy byl Bezvěrov/Bernklau od roku 1850 součástí okresu Kralovice. Roku 1867 založil Eduard Kavalier, syn zakladatel sázavských skláren Františka Kavalíra, sklářskou huť Nová Sázava, která vyráběla křišťálové sklo. Její chod byl roku 1923 zastaven.
Roku 1930 žilo v Bezvěrově 637 obyvatel. Po Mnichovské dohodě byla obec roku 1938 připojena k Velkoněmecké říši a patřila až do roku 1945 k okresu Žlutice. Roku 1939 měla obec 578 obyvatel. Po druhé světové válce byli němečtí obyvatelé vysídleni do Německa. Mezi roky 1949 a 1960 patřila obec k okresu Toužim. Od 1. ledna 1961 je součástí okresu Plzeň-sever. Zároveň byly připojeny obce Krašov a Vlkošov (s částí Potok). 1. ledna 1976 následovalo připojení obcí Dolní Jamné (s částmi Chudeč, Nová Víska, Očehora (Ranitzenhäuseln příp. Hotschehora), Račín I. a II. a Světec) a Služetín (s částí Buč).

## Obyvatelstvo
Při sčítání lidu v roce 1921 zde žilo 746 obyvatel (z toho 367 mužů), z nichž bylo 161 Čechoslováků, 584 Němců a jeden cizinec. Většina se hlásila k římskokatolické církvi, ale dva byli evangelíky a 64 lidí bez vyznání. Podle sčítání lidu z roku 1930 měla vesnice 637 obyvatel: 51 Čechoslováků, 585 Němců a jednoho příslušníka jiné národnosti. Kromě římskokatolické většiny ve vsi žili čtyři evangelíci, tři členové nezjišťovaných církví a třicet lidí bez vyznání.
| Rok            | 1869 | 1880 | 1890 | 1900 | 1910 | 1921 | 1930 | 1950 | 1961 | 1970 | 1980 | 1991 | 2001 | 2011 | 2021 |
| -------------- | ---- | ---- | ---- | ---- | ---- | ---- | ---- | ---- | ---- | ---- | ---- | ---- | ---- | ---- | ---- |
| Počet obyvatel | 548  | 602  | 662  | 714  | 805  | 746  | 637  | 258  | 258  | 296  | 377  | 364  | 381  | 396  | 390  |
| Počet domů     | 81   | 91   | 96   | 100  | 103  | 104  | 112  | 81   | 110  | 70   | 70   | 81   | 93   | 95   | 94   |

## Obecní správa a politika
V letech 2010–2014 byla starostkou Iveta Mašková, od roku 2014 do svého úmrtí dne 11. dubna 2020 funkci starosty vykonával Jan Matoušek, od 5. května 2020 je starostkou Jana Petrů.

### Části obce
- Bezvěrov
- Buč
- Dolní Jamné
- Chudeč
- Krašov
- Nová Víska
- Potok
- Služetín
- Světec
- Vlkošov
- Žernovník

V katastrálním území Bezvěrov stojí také osada Ostřetín. Ta byla zmíněna v roce 1183 v darovací listině knížete Bedřicha manětínským johanitům. Kvůli vypálení za husitských válek zůstala pustá až do druhé poloviny 17. století, kdy byl na jejím místě založen poplužní dvůr Wustung, jenž byl po roce 1850 přičleněn administrativně k Bezvěrovu. Dnes slouží bývalý dvůr k chovatelským účelům. Součástí vsi byla tvrz, jejímž pozůstatkem je tvrziště 200 metrů severně od dvora.

### Obecní symboly
Znak a vlajka byly obci uděleny rozhodnutím předsedy Poslanecké sněmovny Parlamentu České republiky dne 5. října 2004.

## Pamětihodnosti
- Historické pískovcové hraniční kameny mezi panstvími Theusing a Pürles z roku 1623
- Kaple svatého Floriana, zbudovaná ve druhé polovině 19. století
- Bývalá sklářská huť Kavalier, technická památka
- Litinový krucifix na silnici do Manětína z roku 1886
- Východně od vesnice se nachází středověké tvrziště Liběšov.[13]
- Největší sluneční hodiny v České republice (oficiálně byly představeny o jarní rovnodennosti 20. března 2018, funkci gnómonu, ukazatele slunečních hodin, plní stožár vysílače Krašov)[14]
- tvrziště u dvora Ostřetín

## Galerie

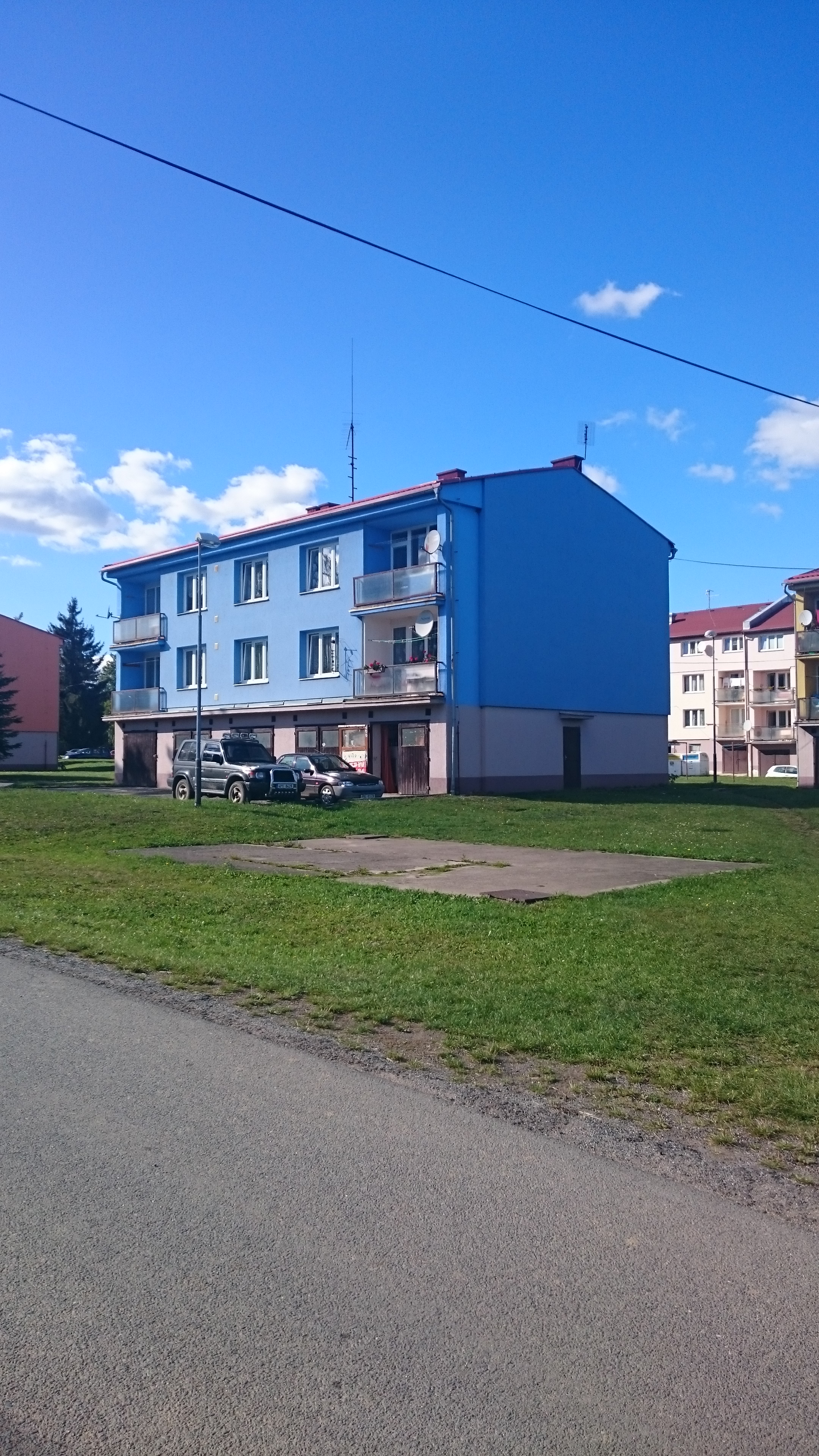
Bytovka
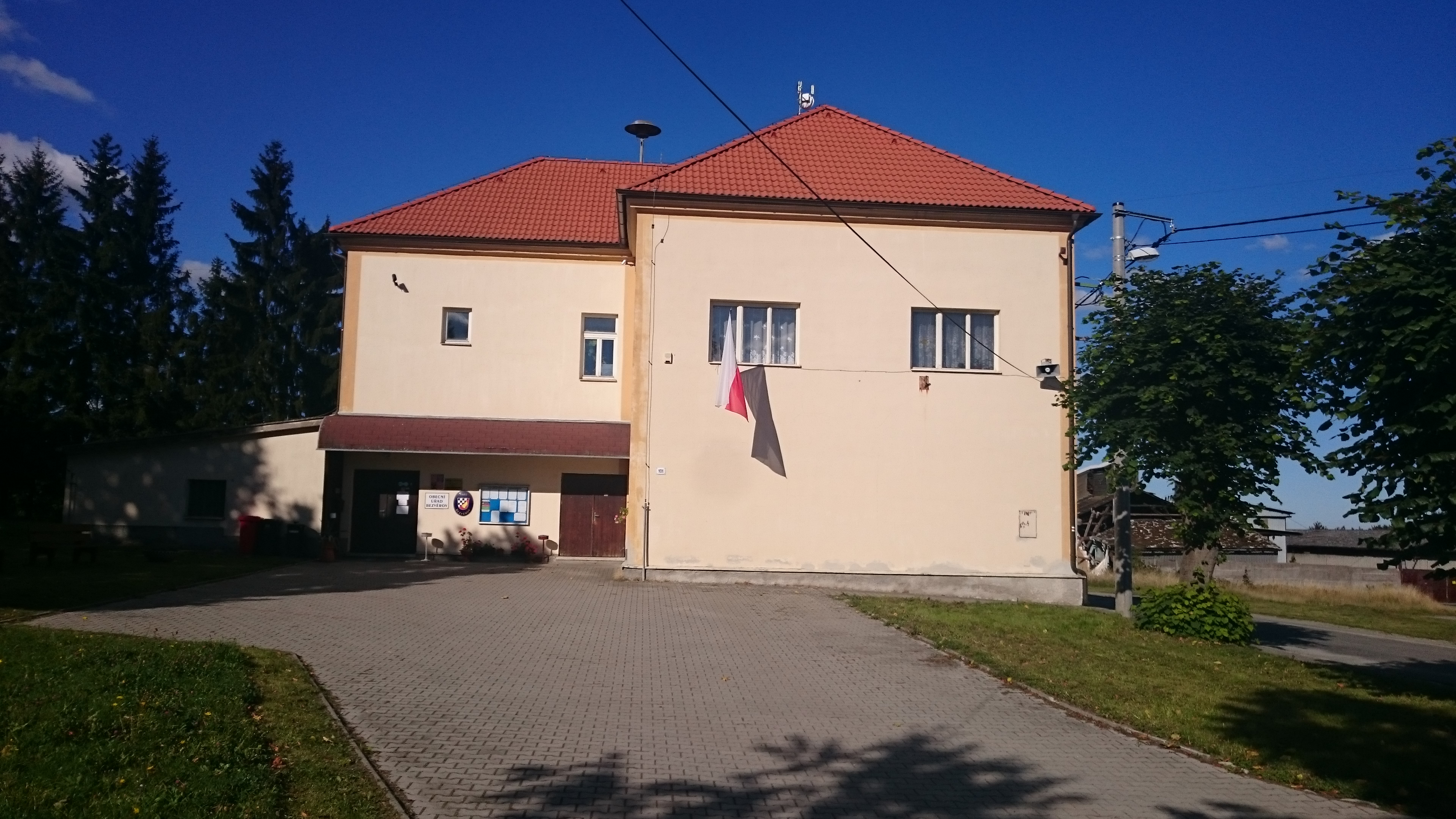
Obecní úřad
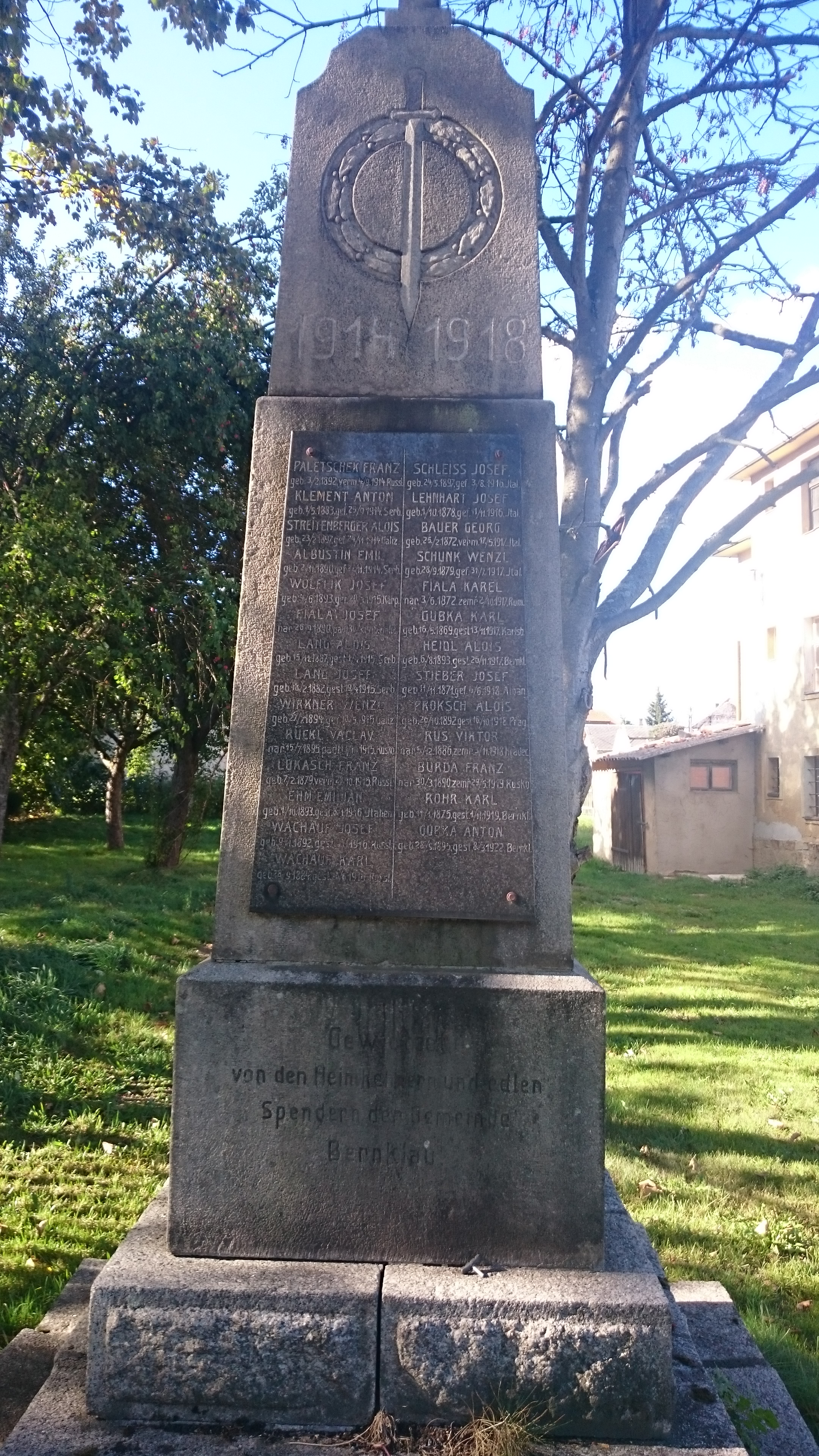
Pomník padlým
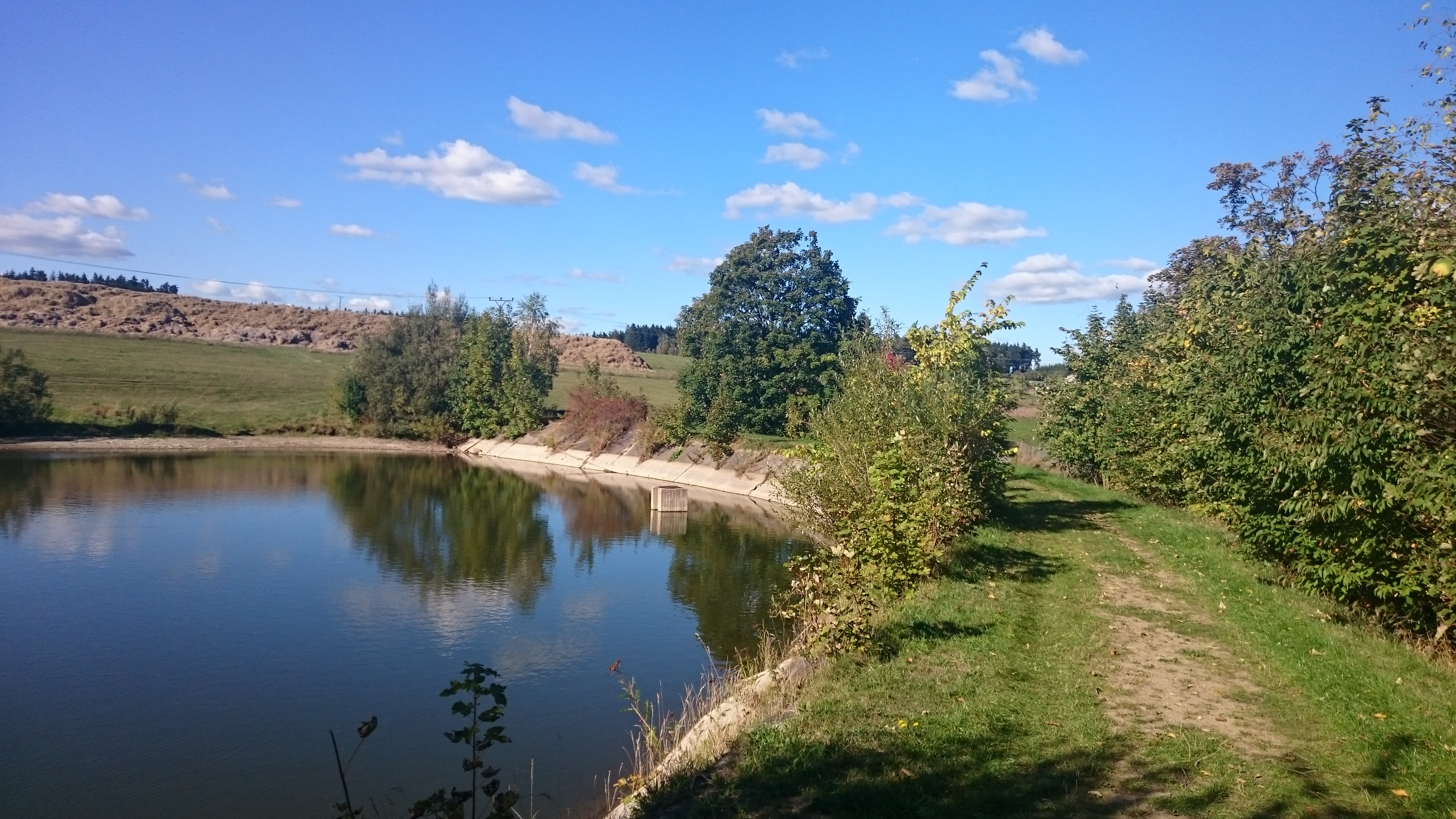
Rybník
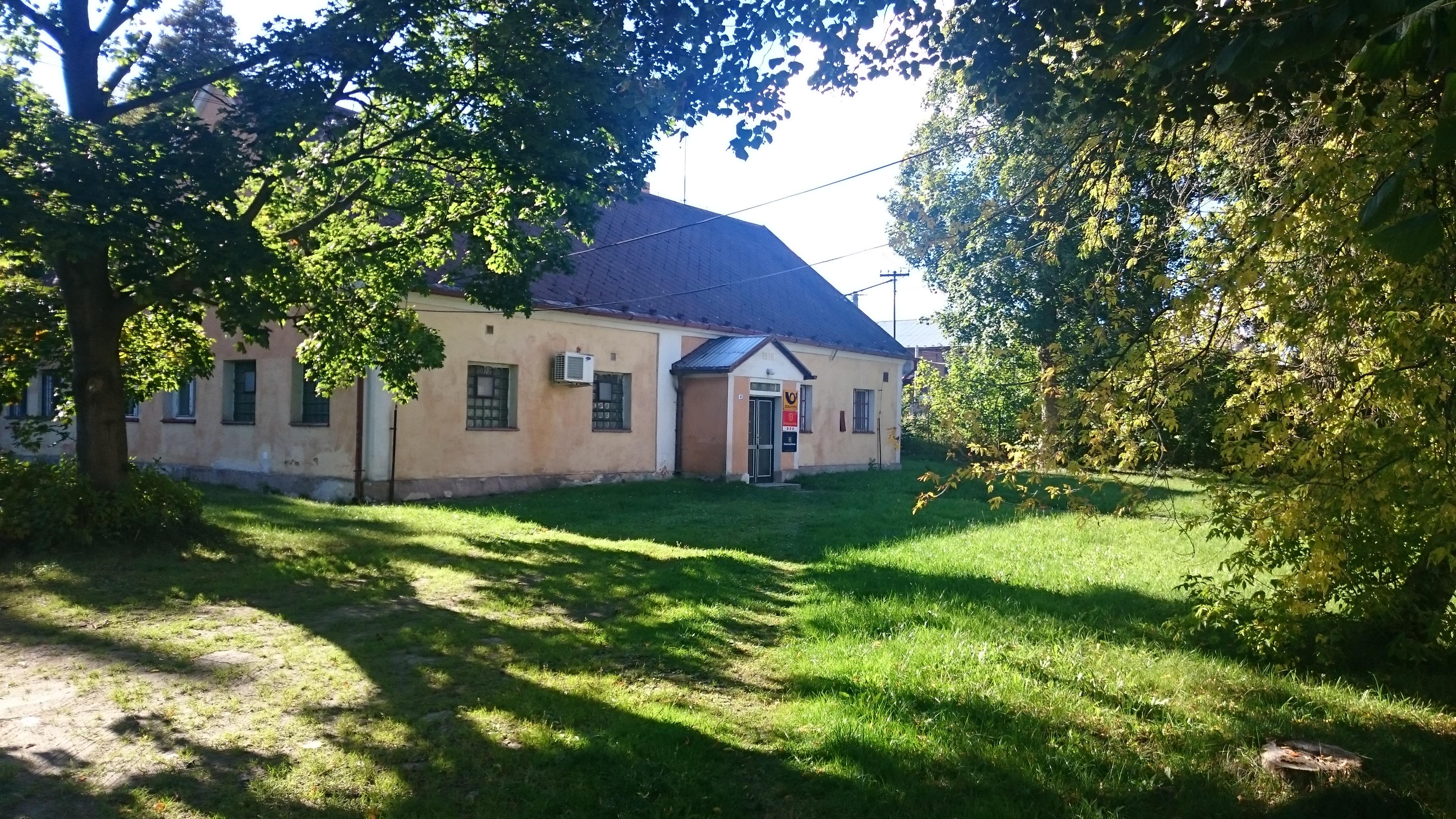
Pošta